# Giovanni Maria Lancisi

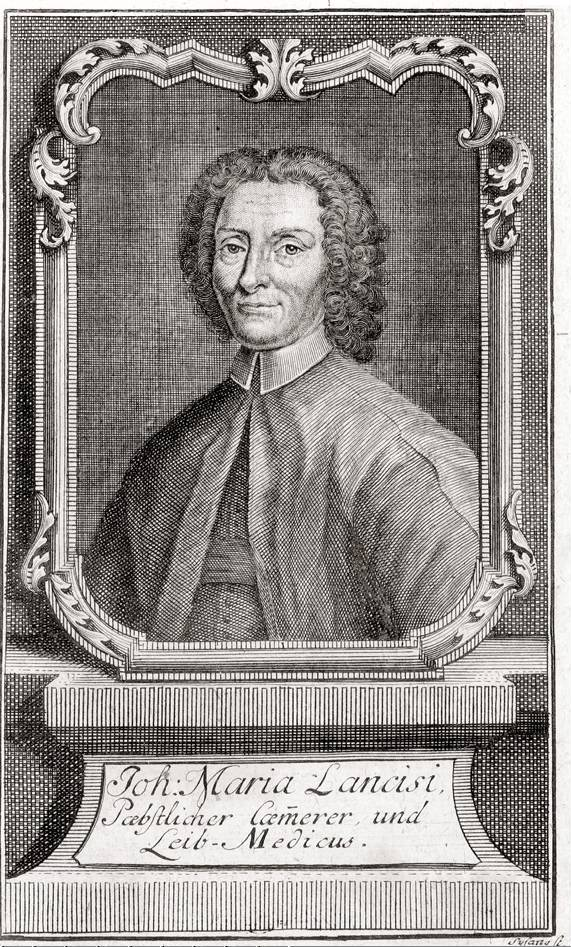
Giovanni Maria Lancisi

Giovanni Maria Lancisi (ur. 26 października 1654 w Rzymie, zm. 20 stycznia 1720 tamże) – włoski lekarz, epidemiolog i anatom. Pamiętany jest za badania nad malarią (jako pierwszy opisał związek między obecnością komarów a występowaniem choroby) i nad chorobami serca. 